# Stina Blackstenius
Emma Stina Blackstenius, född 5 februari 1996 i Vadstena, är en svensk fotbollsspelare som spelar för Arsenal WFC i FA Women's Super League. Hennes moderklubb är Vadstena GIF, vilken hon lämnade 2013 för spel med Linköpings FC i Damallsvenskan. 2016 vann hon SM-guld med Linköping, klubbens andra guld någonsin.  Från januari 2017 och två år framåt spelade Blackstenius den franska klubben Montpellier HSC i Division 1 Féminine. I januari 2019 återvände hon till Sverige för spel i Damallsvenskan. Hon spelade initialt för Linköpings FC men lämnade klubben i april 2020 för spel med BK Häcken som hon vann sitt andra SM-guld med samma säsong. Under sin andra och sista säsong i Häcken vann hon Damallsvenskans skytteliga med 17 gjorda mål på 21 spelade matcher. Sedan januari 2022 tillhör hon Arsenal WFC.
2015 debuterade hon i Sverige A-landslag. Hon har tagit två OS-silver, i Rio de Janeiro 2016 och Tokyo 2020. 2019 tog hon ett VM-brons i Frankrike. Sedan tidigare har hon tagit ett EM-silver med Sveriges U17-landslag 2013. Hon har också vunnit guld vid U19-EM i Israel 2015 där hon också vann turneringens skytteliga. Hon har dessutom målrekordet för U19-EM genom alla tider.
Blackstenius har också spelat fyra finaler i Svenska cupen, där hon vunnit två av dessa med Linköping (2013/14 och 2014/15), och en med Häcken (2020/21).
Vid Fotbollsgalan 2015 fick hon motta pris för "Årets genombrott". Hon har vid sju tillfällen också varit nominerad till "Årets forward" vid Fotbollsgalan (2016–2018, 2021–2024). Vid Damallsvenskans avslut 2021 tilldelades Blackstenus två priser vid "Damallsvenskans bästa"; ett som årets forward och ett som seriens mest värdefulla spelare.

## Biografi

### Bakgrund och studier
Stina Blackstenius föddes 1996 i Vadstena och är dotter till Magnus Blackstenius och Lena Wiberg. Hon har en äldre bror, Oscar (född 1993), som är sambo med fotbollsspelaren Tove Almqvist. Dessutom har hon en yngre halvsyster, handbollsspelaren Nina Koppang. Hon började tidigt att intressera sig för sport och ägnade sig åt fotboll, handboll och friidrott. Handboll spelade hon fram till 2013.
Blackstenius studerade det ekonomiska programmet på Kungshögaskolan i grannkommunen Mjölby och tog studenten i början av juni 2015. Under vintern 2015/16 flyttade hon till Linköping.

### Klubblagskarriär

#### 2002–2016: Vadstena GIF och Linköpings FC
Blackstenius moderklubb är Vadstena GIF. Hon började spela för Vadstena GIF 2002, vid sex års ålder. Säsongen 2011 spelade hon för klubben i division 3 och noterades för 21 mål på 18 matcher. Säsongen därpå vann hon seriens skytteliga med 38 mål på 17 matcher. Hon blev därefter utsedd till "Årets Flickspelare i Östergötland".
Inför säsongen 2013 skrev hon på ett treårskontrakt med Linköpings FC. Blackstenius spelade sin första match i Damallsvenskan den 17 april 2013 då hon gjorde ett inhopp i den 68 minuten i en 1–1-match mot Kopparbergs/Göteborg FC. Den 28 maj samma år gjorde hon sitt första mål i allsvenskan då hon fastställde slutresultatet i en 3–1-seger mot LdB FC Malmö. I den 12:e omgången, mot Mallbackens IF, fick hon för första gången chansen i Linköpings:s startelva – en plats hon sedan behöll under resterande del av säsongen. På säsongens fem sista matcher stod hon för sex mål. Totalt noterades hon under säsongen för åtta mål och tre assist på 20 seriematcher. Linköping slutade på tredje plats i serien och blev kvalificerade för spel i Champions League efter att serietvåan Tyresö FF gått i konkurs.
I januari 2014 förlängde hon sitt kontrakt med Linköping med ytterligare tre år. Den 31 juli 2013 spelade Blackstenius sin första match för klubben i Svenska cupen, mot Landsbro IF. Laget vann med hela 13–0 och Blackstenius gjorde sina första cupmål då hon stod för ett hat trick. Linköping tog sig ända till finalen sedan man bland annat slagit ut Kopparbergs/Göteborg FC och Umeå IK. Den 7 augusti 2014 var Blackstenius med och vann Svenska cupen med Linköping som besegrade Kristianstads DFF i finalen med 2–1. Linköping tog sin tredje cuptitel och på sex matcher stod Blackstenius för sju mål.
Målproduktionen sjönk för Blackstenius under sin andra säsong i Damallsvenskan. På 16 matcher stod hon för tre mål och Linköping slutade fyra i tabellen. I Svenska cupen gick Linköping in i den andra rundan där man ställdes mot IFK Norrköping DFK. Laget vann med 6–0 och Blackstenius stod för ett hat trick. Laget tog sig sedan fram till final sedan man också slagit ut Älta IF, Vittsjö GIK, Hovås Billdal IF och KIF Örebro DFF. I finalen, som spelades den 9 augusti 2015, besegrade man FC Rosengård med 2–0 och Blackstenius stod för det matchavgörande målet. Totalt gjorde hon fyra mål på fem matcher.
"Stina Blackstenius tog Europa med storm i sommarens F19-EM. Omöjlig att stoppa med målrekord som följd. Ett klassiskt internationellt genombrott för skyttedrottningen, som under året utvecklats på alla plan."
Under säsongen gjorde hon också debut i Champions League. Linköping var direktkvalificerade för slutspelet och Blackstenius spelade sin första match den 8 oktober 2014 då laget föll i första mötet mot Liverpool LFC med 2–1. Laget vann dock returmötet på hemmaplan med 3–0 och gick därmed vidare till kvartsfinal med 4–2 totalt. Linköping mötte därefter Zvezda 2005 Perm som man slog ut med totalt 5–3. Blackstenius fick dock ingen speltid i dessa matcher. Hon fick speltid igen då laget föll i kvartsfinal mot Brøndby IF med totalt 2–1. Hon spelade totalt fyra matcher i Champions League men lyckades inte göra några mål.
2015 slutade Linköping återigen på fjärde plats i Allsvenskan och Blackstenius noterades denna säsong för sju mål på 19 matcher. Hon missade tre seriematcher i juli då hon var iväg på landslagsuppdrag med Sverige U19. På Fotbollsgalan 2015, som hölls den 9 november i Globen, fick hon emottaga priset för "Årets genombrott". Den 28 augusti 2016 spelade Blackstenius och Linköpings FC sin tredje raka final i Svenska cupen. Blackstenius stod för Linköpings enda mål då laget föll mot FC Rosengård med 1–3. På fem matcher stod hon för tre mål.
Blackstenius inledde Damallsvenskan 2016 med att göra mål i säsongens tre första matcher (fem mål totalt). Den 15 juni 2016 gjorde hon sitt första hat trick i Allsvenskan då Vittsjö GIK besegrades med 8–0. Den 2 september samma år gjorde hon ännu ett hat trick när Kvarnsvedens IK besegrades med 8–0. I den tjugonde omgången av serien säkrade Linköping SM-guldet efter att man besegrat Vittsjö GIK med 0–2. Linköping gick obesegrade igenom säsongen och Blackstenius gjorde sin målmässigt främsta säsong då hon stod för 19 mål på 22 matcher. Hon slutade tvåa, bakom lagkamraten Pernille Harder, i Damallsvenskans skytteliga. Den 28 oktober 2016 meddelades det att Blackstenius var en av de tre nominerade till "Årets forward" på Fotbollsgalan 2016.

#### 2017–2019: Montpellier HSC
I slutet av 2016 meddelades det att Blackstenius inte valt att förlänga sitt kontrakt med Linköpings FC. Åtminstone åtta klubbar visade intresse för Blackstenius, däribland Paris Saint-Germain Féminines, FC Bayern München och Chelsea LFC, som alla nobbades. Den 3 januari 2017 bekräftade den franska klubben Montpellier HSC i Division 1 Féminine att hon skrivit på ett kontrakt med klubben på 2,5 år. Blackstenius spelade sin första match för klubben i Coupe de France den 7 januari 2017, då hon gjorde ett inhopp i den andra halvleken. I åttondelsfinalen ställdes Montpellier mot FC Domont, vilka man besegrade med 16–0. Blackstenius stod för fyra av målen och gjorde därmed sitt första hat trick för laget. I den efterföljande kvartsfinalen slogs Montpellier ut sedan laget besegrats av Saint-Étienne med 1–0 den 12 mars 2017.
I sin debut i den franska ligan, den 14 februari 2017, avgjorde Blackstenius matchen mot Paris Saint-Germain Féminines då hon fastställde slutresultatet 2–1 i den 88:e minuten. I ligans näst sista omgång säkrade Montpellier andraplatsen i ligan, vilken gav spel i Champions League, då laget besegrade ASJ Soyaux med 10–0. Blackstenius stod för fyra mål och gjorde därmed sitt första hat trick i ligan. Samtliga mål kom i följd och gjordes inom loppet av 26 minuter. På elva matcher stod hon för sju mål under sin debutsäsong i Division 1 Féminine.
Den 3 september 2017 påbörjade Blackstenius sin andra säsong med Montpellier med att göra två mål i ligapremiären, där laget besegrade Albi med 7–0. Hon gjorde därefter mål i de två efterföljande matcherna; ett mål i en 8–0-seger mot Fleury den 10 september och två mål i en 1–4-seger mot Marseille den 24 september. I den fjärde omgången fick Blackstenius sin målsvit bruten då Montpellier föll mot Olympique Lyonnais med 0–5. Blackstenius gjorde därefter mål i åtminstone varannan match fram till december 2017. Vid årsskiftet hade hon gjort tio mål på elva ligamatcher. Montpellier slutade trea i serien och Blackstenius blev med sina 13 mål lagets främste målskytt under säsongens gång. Vid Fotbollsgalan 2017 var Blackstenius för andra året i följd nominerad till "Årets forward", ett pris som tilldelades Tabitha Chawinga.
I början av oktober 2017 spelade Blackstenius sina två första matcher med Montpellier i Uefa Women's Champions League 2017/2018, mot Zvezda 2005 Perm. Montpellier föll i den första matchen med 1–0, men vann sedan returmötet med 2–0 vilket gjorde att laget avancerade till nästa runda. I 16-delsfinalen, som spelades i november 2017, ställdes man mot italienska ACF Brescia Femminile. I den första matchen vann Montpellier med 2–3 och Blackstenius noterades för sitt första Champions League-mål. I returmötet vann man sedan med 6–0 och avancerade därmed med totalt 9–2 i matcher. I den efterföljande kvartsfinalen slogs laget ut mot Chelsea LFC med totalt 1–5. Blackstenius spelade båda matcherna men noterades inte för något mål.
Både Blackstenius och Montpellier hade en tung start på säsongen 2018/19. På de fem inledande seriematcherna gick hon mållös, samtidigt som laget placerade sig i bottenskiktet av tabellen med endast fyra poäng. Den 20 oktober 2018 gjorde Blackstenius sitt andra hat trick för Montpellier i den franska ligan. Laget besegrade FC Metz med 11–0 och totalt stod hon för fem mål. Hon gjorde sedan ytterligare ett mål då Montpellier spelade 1–1 mot Lille den 27 oktober samma år. Totalt noterades Blackstenius för 26 mål på 43 ligamatcher i Montpellier under nästan två år i laget. Den 12 januari 2019 spelade hon sin sista match för klubben. För tredje året i rad nominerades Blackstenius vid Fotbollsgalan 2018 till "Årets forward", som tilldelades Anja Mittag.

#### 2019–2021: Linköpings FC och BK Häcken
Den 30 januari 2019 bekräftade Linköpings FC att Blackstenius återvänt och skrivit ett tvåårsavtal med klubben. I Damallsvenskans andra omgång, den 22 april 2019, gjorde Blackstenius sitt första mål för Linköping sedan återkomsten då hon avgjorde till Linköpings fördel. Blackstenius avslutade säsongen med att göra två mål i en 3–1-seger mot KIF Örebro den 26 oktober 2019. Linköping slutade på femte plats och Blackstenius var tillsammans med Mimmi Larsson lagets främste målskytt under säsongen med nio gjorda mål. Efter säsongens slut förhandlade Linköping om att sälja Blackstenius till seriekonkurrenten Kopparbergs/Göteborg FC. Klubbarna kom dock inte överens och ärendet gick vidare till Svenska Fotbollförbundets skiljenämnd som i april 2020 beslutade att Kopparbergs/Göteborg FC vunnit rättigheterna till Blackstenius.
Blackstenius gjorde Damallsvensk debut för Kopparbergs/Göteborg FC den 28 juni 2020 i en 5–1-seger mot Kristianstads DFF då hon blev inbytt i den 65:e minuten. I omgång tre, den 10 juli, spelade hon sin första match från start och gjorde sitt första mål för Kopparbergs/Göteborg i en 4–0-seger mot Växjö DFF. I en match mot FC Rosengård den 23 augusti 2020 ådrog Blackstenius sig en lårskada och var borta från spel i över en månads tid. Den 7 november 2020 stod det klart att Blackstenius vunnit sitt andra SM-guld då Kopparbergs/Göteborg besegrade Linköping FC i seriens näst sista omgång med 7–0. I Damallsvenskans sista omgång stod Blackstenius för två mål då Vittsjö GIK besegrades med 3–1. På 19 matcher noterades hon för åtta mål.
Kopparbergs/Göteborg FC gick in i Svenska cupen 2020/21 den 7 oktober 2020 och besegrade Jitex Mölndal BK med 7–0. Blackstenius gjorde sitt första hattrick för klubben i denna match. I slutet av januari 2021 bytte Kopparbergs/Göteborg FC namn till BK Häcken FF. I Svenska Cupens gruppspel vann Häcken grupp 1, bland annat genom en 8–1-seger mot Lidköpings FK där Blackstenius åter noterades för ett hat trick. Hon avgjorde den efterföljande semifinalen då hon stod för matchens enda mål i en 1–0-seger mot FC Rosengård. Den 13 maj 2021 vann Blackstenius Svenska Cupen för tredje gången efter att Häcken besegrat Eskilstuna United med 3–0. I finalen stod hon för ytterligare ett mål och noterades således för nio mål på sex matcher i turneringen.
Blackstenius inledde sin andra säsong med Häcken genom att göra fyra mål på den fem inledande matcherna av Damallsvenskan 2021. Den 20 juni 2021 gjorde hon sitt första hat trick för Häcken i Allsvenskan då nykomlingen AIK besegrades med 10–0. Mindre än två veckor senare gjorde Blackstenius ytterligare ett hat trick, den 2 juli, i en 6–2-seger mot Kristianstads DFF. Efter att ha gjort ytterligare mål i möten mot Kristianstads DFF, Växjö DFF och FC Rosengård gjorde hon sitt tredje hat trick för säsongen då Djurgårdens IF besegrades med 4–0 den 31 oktober 2021. Häcken slutade tvåa i Damallsvenskan och Blackstenius vann både seriens poäng- och skytteligan. På 21 matcher noterades hon för totalt 17 mål och 25 gjorda poäng. Vid säsongens slut tilldelades Blackstenus två priser vid Damallsvenskans bästa; ett för årets forward och ett som seriens mest värdefulla spelare.
I början av september 2021 spelade Häcken två kvalmatcher till Champions League mot Vålerenga Fotball. Laget vann båda dessa matcher, som Blackstenius stod för tre mål i, och kvalificerade sig därmed till gruppspelet. Då hennes avtal med Häcken skulle gå ut i mitten av november meddelades det den 8 oktober 2021 att Blackstenius förlängt sitt kontrakt med klubben året ut. Hon missade därefter en av de sex gruppspelsmatcherna på grund av en skada. Häcken slutade sist i grupp D då man endast vunnit en match. Totalt stod Blackstenius för ett mål, då man föll mot Bayern München med 1–5.
I början av oktober 2021 stod det klart att Blackstenius var en av 20 spelare nominerade till Ballon d'Or; i slutet av november samma år meddelades det att hon slutat på 13:e plats i denna omröstning. Den 22 november 2021 tillkännagavs det att Blackstenius nominerats till priset "The Best", där FIFA utser kalenderårets bästa spelare. Blackstenius var dessutom i december en av de nominerade till "Årets forward" vid Fotbollsgalan 2021.

#### Från 2022: Arsenal WFC
14 januari 2022 gick Arsenal WFC ut med att Blackstenius skrivit på för klubben. Fem dagar senare gjorde hon debut för Arsenal i FA Women's League Cup. Hon blev inbytt i den 70:e minuten, i en 0–1-förlust mot Manchester United WFC. Ytterligare några dagar senare, den 23 januari, gjorde hon ligadebut för klubben i FA Women's Super League: i en 1–1–match mot Manchester City WFC byttes Blackstenius in i den 72:a minuten. Blackstenius gjorde sitt första mål för Arsenal den 5 februari 2022, då hon fastställde slutresultatet 1–1 i en ligamatch mot Manchester United. Blackstenius spelade totalt elva matcher för Arsenal i ligan, och noterades för sex mål. Klubben slutade på andra plats i tabellen, efter Chelsea FC Women. Under säsongens gång gjorde hon också två framträdanden för klubben i Champions League, där laget slogs ut i kvartsfinal av VfL Wolfsburg.
Under sin andra säsong med Arsenal spelade Blackstenius lagets samtliga matcher i Super League. Arsenal slutade på tredje plats i ligan och med åtta gjorda mål var Blackstenius lagets näst bästa målgörare, bakom Frida Maanum. I september 2022 hjälpte hon laget att ta sig vidare i Champions League genom ett mål i ett dubbelmöte mot Ajax. Laget vann därefter grupp C och tog sig till slutspel. I gruppspelets sista match stod hon för två mål då Arsenal besegrade Zürich med 9–1. Blackstenius avgjorde sedan till Arsenals fördel då hon gjorde 2–0-målet i ett dubbelmöte mot Bayern München, för ett totalt slutresultat till 2–1. Blackstenius gjorde sedan ytterligare två mål i Champions Leagues semifinaler, där Arsenal till slut slogs ut med totalt 4–5 efter två spelade matcher. Den 5 mars 2023 vann Blackstenius FA Women's Cup med Arsenal sedan man besegrat Chelsea i finalen med 1–3. Hon stod för ett mål i matchen då hon kvitterade Chelseas ledning i den 16:e minuten. I cupens semifinal avgjorde Blackstenius till Arsenals fördel i förlängning då hon fastställde slutresultatet 1–0.
Blackstenius fick begränsat med speltid i inledningen av säsongen 2023/24 i Super League. Hon gjorde sitt första mål för säsongen den 6 oktober 2023 i en 2–2-match mot Manchester United. Blackstenius ingick i startelvan i endast en av de tre efterföljande seriematcher men gjorde trots detta mål i alla av dessa matcher. Blackstenius spelade sin sista seriematch för säsongen den 5 maj 2024 då hon blev inbytt vid ställningen 1–0 till Manchester City i den 62:e minuten. I matchens slutskede gjorde Blackstenius två mål inom loppet av tre minuter och gav därmed segern till Arsenal. På 19 matcher noterades hon för sju mål och Arsenal slutade på tredje plats i ligan. I november 2023 äntrade Arsenal FA Women's League Cup. Blackstenius gjorde två mål i de tre första gruppspelsmatcherna och i den fjärde och avslutande matchen noterades hon för ett hat trick i en 6–0-seger mot Reading. Laget gick vidare till semifinal sedan man besegrat London City Lionesses med 0–4 i kvartsfinal. Blackstenius hade en stor roll för Arsenal i semifinalen då hon noterades för ytterligare ett hat trick; Aston Villa besegrades med 4–0. Den efterföljande finalen, mot Chelsea, avgjordes först efter förlängning där Blackstenius gjorde matchens enda mål i den 116:e minuten.
Den 21 maj 2024 bekräftades det att Blackstenius förlängt sitt avtal med Arsenal.
I finalen av UEFA Women’s Champions League den 24 maj 2025 gjorde Stina Blackstenius, som inhoppare, matchens enda mål och bidrog därmed till att Arsenal tog sin andra seger någonsin i turneringen.

### Landslagskarriär

#### 2013–2016: Ungdomslandslag
Blackstenius spelade 16 matcher i Sveriges U17-landslag. I den första matchen vid kvalspelet till U17-EM 2013 gjorde hon ett hat trick då Sverige besegrade Kroatien med 9–0. Sverige vann sin grupp och gick sedan vidare till nästa gruppspelsrunda. Sverige vann även denna grupp och var därmed klart för EM-semifinal mot Spanien. Efter full tid och förlängning var matchen fortfarande oavgjord, 2–2, sedan Blackstenius stått för ett av målen. Trots att hon sedan missade sin straff i den efterföljande straffläggningen, vann Sverige matchen med 6–7. I finalen föll Sverige mot Polen med 0–1 och tilldelades därmed ett silver. Detta var U17-landslagets första EM-medalj någonsin. Totalt stod Blackstenius för 11 mål i U17-landslaget.
Blackstenius var en del av den trupp som spelade U19-EM 2014. Sverige vann sin grupp efter att ha besegrat Estland, Litauen och Portugal, och vann därefter gruppen i nästa runda av kvalspelet till EM, efter segrar mot Polen, Rumänien och Frankrike. Laget slutade sedan femma i turneringen sedan man blivit trea i sista gruppspelet i EM-slutspelet.
2015 spelade Blackstenius återigen U19-EM, som detta år avgjordes i Israel. I kvalet till EM vann Sverige det första gruppspelsmomentet – I en match mot Montenegro vann man med 12–0 och Blackstenius stod för hälften av Sveriges mål. Man vann därefter nästa grupp också sedan man vänt underläge mot Italien i sista matchen och blev därmed klara för EM-slutspel. I den första gruppspelsmatchen i EM-slutspelet mot Israel blev Blackstenius tvåmålsskytt. Även i semifinalen mot Tyskland gjorde hon två mål (varav ett under straffläggningen) och var därför mycket bidragande till att Sverige gick till final i turneringen. Väl i finalen blev hon återigen tvåmålsskytt i 3–1-segern mot Spanien. Med sina totalt sex mål blev hon turneringens skyttedrottning. Med kvalet till turneringen inräknat gjorde Blackstenius totalt 20 mål för Sverige. Det är ett rekord för U19-EM genom alla tider. Totalt stod Blackstenius för 34 mål på 29 matcher i Sveriges U19-landslag.
I mitten av oktober 2016 blev Blackstenius uttagen att spela med Sveriges U20-landslag i U20-VM i Papua Nya Guinea, i november 2016. Efter att ha förlorat öppningsmatchen mot Nordkorea med 0–2, besegrade Sverige värdnationen Papua Nya Guinea med 6–0. Blackstenius stod för Sveriges fyra första mål. I den avslutande gruppspelsmatchen spelade Sverige 1–1 mot Brasilien sedan hon givit Sverige ledningen i första halvlek. Sverige hade dock behövt en seger för att gå vidare till kvartsfinal och var därmed utslagna efter att ha slutat trea i gruppen. På tre matcher stod Blackstenius för fem mål och vann turneringens skytteliga tillsammans med Gabi Nunes och Mami Ueno.

#### 2015–2019: OS-silver och VM-brons
Stina Blackstenius blev uttagen till det svenska A-landslaget och spelade sin första landskamp i kvalet till EM 2017 den 27 oktober 2015 mot Danmark. Hon blev inbytt i den 79:e minuten och Sverige vann med 1–0. I OS-kvalet 2016, som avgjordes i Nederländerna i början av mars 2016, fick hon speltid i två av de tre matcherna. Laget lyckades kvalificera sig till OS i Rio de Janeiro 2016. Den 8 april samma år, i sin femte A-landslagsmatch, gjorde Blackstenius sitt första A-landslagsmål då hon fastställde slutresultatet i en EM-kvalmatch mot Slovakien till 0–3.

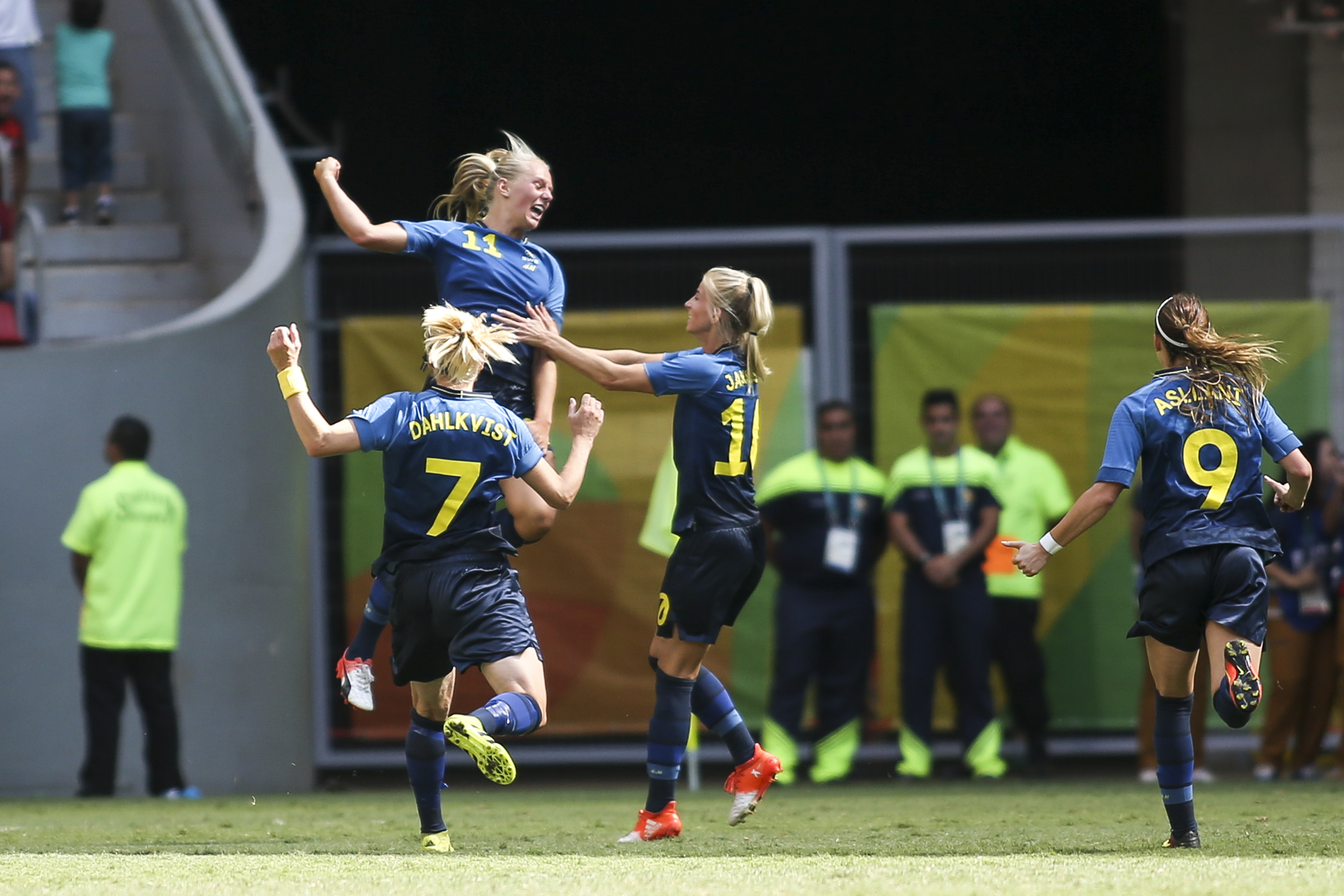
Blackstenius efter att hon gjort 1–0 i OS-kvartsfinalen mot USA 2016.

I slutet av juni blev Blackstenius uttagen till den svenska OS-truppen. I premiärmatchen, den 3 augusti 2016, fick hon speltid i Sveriges 1–0-seger mot Sydafrika då hon blev inbytt i den 69:e minuten. Hon fick ingen speltid i de två avslutande gruppspelsmatcherna mot Brasilien och Kina, och Sverige tog den sista slutspelplatsen som näst bästa grupptrea. Blackstenius inledde målskyttet i kvartsfinalen mot USA där Sverige överraskande vann med 4–5 efter straffläggning. I semifinal ställdes man mot värdnationen Brasilien och hon fick i denna match chansen i startelvan. Man gick segrande ur denna match, som även den gick till straffläggning, med 3–4. I finalen ställdes Sverige mot Tyskland. Blackstenius blev inbytt i den 56:e minuten vid ett 2–0-underläge. Drygt tio minuter senare reducerade hon Tysklands ledning till 2–1 – Sverige kom dock aldrig närmare och fick därmed nöja sig med ett OS-silver.
Den 20 juni 2017 blev Blackstenius uttagen till Sveriges trupp till EM i Nederländerna 2017. Sverige inledde gruppspelet med att spela 0–0 mot Tyskland och i den andra gruppspelsmatchen, mot Ryssland, fanns Blackstenius med i startelvan och gjorde sitt fjärde landslagsmål då hon fastställde slutresultatet till 2–0. Hon gjorde mål även i den avslutande gruppspelsmatchen mot Italien, där Sverige föll med 3–2. I kvartsfinal ställdes man mot värdnationen Nederländerna och besegrades med 2–0. Blackstenius var, tillsammans med Lotta Schelin, Sveriges främsta målskytt i turneringen.
Sverige inledde kvalet till VM i Frankrike 2019 hösten 2017. Sverige vann de inledande matcher, men Blackstenius gick mållös. Den 5 april 2018 bröt hon måltorkan då hon gjorde ett mål i en 4–1-seger mot Ungern. Därefter gjorde hon, den 7 juni samma år, sitt nionde och tionde A-landslagsmål då Kroatien besegrades med 4–0 på Gamla Ullevi i Göteborg.
I maj 2019 blev Blackstenius uttagen i Sveriges trupp till VM i Frankrike samma år. Sverige tog sig vidare till VM-slutspelet genom att bli tvåa i grupp F, efter USA. Blackstenius gick mållös i de två gruppspelsmatcherna hon spelade. I åttondelsfinal slog Sverige ut Kanada sedan Blackstenius gjort matchens enda mål i matchminut 55. Hon avgjorde sedan även kvartsfinalmatchen mot Tyskland då hon fastställde slutresultatet med sitt 2–1-mål, tidigt i andra halvlek. I semifinal föll Sverige efter förlängningsspel mot Nederländerna med 1–0 och man ställdes därför mot England i bronsmatchen. Blackstenius tog ett VM-brons i sin 50:e A-landslagsmatch den 6 juli 2019 sedan Sverige vunnit bronsmatchen med 2–1. På sex VM-matcher noterades hon för två gjorda mål.

#### Från 2019: Nytt OS-silver, EM 2022 och VM 2023
Den 29 juli 2021 stod det klart att Blackstenius blivit uttagen att representera Sverige vid OS i Tokyo. I Sveriges första gruppspelsmatch gjorde hon de två första målen då USA besegrades med 3–0. I den följande matchen, vilken Sverige vann mot Australien, gjorde Blackstenius sitt 20:e A-landslagsmål då hon fastställde slutresultatet till 4–2. Blackstenius var därefter inte uttagen i Sveriges avslutande gruppspelsmatch mot Nya Zeeland, men gjorde det matchavgörande målet i kvartsfinalen mot Japan, som besegrades med 3–1. Sverige tog sig till sin andra raka OS-final sedan man besegrat Australien i semifinal med 1–0. För andra gången i följd förlorade dock Sverige OS-finalen, denna gång med 2–3 sedan Kanada avgjort matchen efter straffsparkar. Blackstenius gav Sverige ledningen med 1–0 och blev då den svensk som gjort flest mål i OS-sammanhang (7) då hon passerade den tidigare rekordinnehavaren Lotta Schelin.
Den 7 juni 2022 var Blackstenius del av den trupp som presenterades att delta vid EM 2022 i England. Efter att ha gjort ett inhopp i den 70:e minuten i premiärmatchen mot Nederländerna, fanns Blackstenius med i startelvan i de båda återstående matcherna i gruppspelsrundan. Sverige vann grupp C sedan man spelat oavgjort i premiärmatchen och därefter besegrat Schweiz (2–1) och Portugal (5–0). I matchen mot Portugal fastställde Blackstenius slutresultatet på tilläggstid. Sverige besegrade Belgien med 1–0 i kvartsfinal och slogs därefter ut i semifinal av England med 4–0. Blackstenius spelade båda av dessa matcher från start.
I kvalspelet till VM 2023 gick Sverige obesegrat och vann grupp A. Blackstenius stod för totalt tre mål, i matcher mot Georgien och Finland. Hon blev uttagen att spela VM i Australien och Nya Zeeland 2023. Blackstenius gick mållös ur Sveriges premiärmatch, men noterades sedan för ett mål i gruppspelets andra omgång då Italien besegrades med 5–0. I turneringen vann Blackstenius och Sverige brons.

## Statistik

### Klubblag
| Klubb                                                     | Säsong            | Inhemsk liga      | Inhemsk liga | Inhemsk liga | Nat. täv. | Nat. täv. | Internat. täv. | Internat. täv. | Totalt | Totalt |
| Klubb                                                     | Säsong            | Serie             | SM           | Mål          | SM        | Mål       | SM             | Mål            | SM     | Mål    |
| --------------------------------------------------------- | ----------------- | ----------------- | ------------ | ------------ | --------- | --------- | -------------- | -------------- | ------ | ------ |
| Vadstena GIF                                              | 2011              | Division 3        | 18           | 21           | 0         | 0         | 0              | 0              | 18     | 21     |
| Vadstena GIF                                              | 2012              | Division 3        | 17           | 38           | 0         | 0         | 0              | 0              | 17     | 38     |
| Vadstena GIF                                              | Totalt i klubblag | Totalt i klubblag | 35           | 59           | 0         | 0         | 0              | 0              | 35     | 59     |
| Linköpings FC                                             | 2013–14           | Damallsvenskan    | 20           | 8            | 6         | 7         | 0              | 0              | 26     | 15     |
| Linköpings FC                                             | 2014–15           | Damallsvenskan    | 16           | 3            | 5         | 4         | 4              | 0              | 25     | 7      |
| Linköpings FC                                             | 2015–16           | Damallsvenskan    | 19           | 7            | 5         | 3         | 0              | 0              | 24     | 10     |
| Linköpings FC                                             | 2016–17           | Damallsvenskan    | 22           | 19           | 2         | 5         | 0              | 0              | 24     | 24     |
| Linköpings FC                                             | Totalt i klubblag | Totalt i klubblag | 77           | 37           | 18        | 19        | 4              | 0              | 99     | 56     |
| Montpellier HSC                                           | 2016–17           | Division 1        | 11           | 7            | 3         | 4         | 0              | 0              | 14     | 11     |
| Montpellier HSC                                           | 2017–18           | Division 1        | 20           | 13           | 3         | 1         | 6              | 1              | 29     | 15     |
| Montpellier HSC                                           | 2018–19           | Division 1        | 12           | 6            | 1         | 0         | 0              | 0              | 13     | 6      |
| Montpellier HSC                                           | Totalt i klubblag | Totalt i klubblag | 43           | 26           | 7         | 5         | 6              | 1              | 56     | 32     |
| Linköpings FC                                             | 2018–19           | Damallsvenskan    | 0            | 0            | 1         | 0         | 0              | 0              | 1      | 0      |
| Linköpings FC                                             | 2019–20           | Damallsvenskan    | 22           | 9            | 1         | 1         | 0              | 0              | 23     | 10     |
| Linköpings FC                                             | Totalt i klubblag | Totalt i klubblag | 22           | 9            | 2         | 1         | 0              | 0              | 24     | 10     |
| BK Häcken FF                                              | 2019–20           | Damallsvenskan    | 19           | 8            | 0         | 0         | 0              | 0              | 19     | 8      |
| BK Häcken FF                                              | 2020–21           | Damallsvenskan    | 21           | 17           | 6         | 9         | 2              | 0              | 29     | 26     |
| BK Häcken FF                                              | 2021–22           | Damallsvenskan    | 0            | 0            | 0         | 0         | 7              | 4              | 7      | 4      |
| BK Häcken FF                                              | Totalt i klubblag | Totalt i klubblag | 40           | 25           | 6         | 9         | 9              | 4              | 55     | 38     |
| Arsenal WFC                                               | 2021–22           | Super League      | 11           | 6            | 3         | 1         | 2              | 0              | 16     | 7      |
| Arsenal WFC                                               | 2022–23           | Super League      | 22           | 8            | 5         | 4         | 12             | 6              | 39     | 18     |
| Arsenal WFC                                               | 2023–24           | Super League      | 19           | 7            | 8         | 10        | 2              | 1              | 29     | 18     |
| Arsenal WFC                                               | 2024–25           | Super League      | 12           | 3            | 4         | 3         | 10             | 1              | 26     | 7      |
| Arsenal WFC                                               | Totalt i klubblag | Totalt i klubblag | 64           | 24           | 20        | 18        | 26             | 8              | 110    | 50     |
| Antal matcher och mål är korrekt per den 15 februari 2025 |                   |                   |              |              |           |           |                |                |        |        |

### Landslag
| Lag     | Säsong | SM  | Mål |
| ------- | ------ | --- | --- |
| Sverige | 2015   | 1   | 0   |
| Sverige | 2016   | 12  | 3   |
| Sverige | 2017   | 17  | 2   |
| Sverige | 2018   | 10  | 5   |
| Sverige | 2019   | 14  | 4   |
| Sverige | 2020   | 4   | 0   |
| Sverige | 2021   | 14  | 8   |
| Sverige | 2022   | 14  | 6   |
| Sverige | 2023   | 17  | 2   |
| Sverige | 2024   | 8   | 5   |
| Sverige | Totalt | 111 | 35  |

| Lag         | Säsong | SM | Mål |
| ----------- | ------ | -- | --- |
| Sverige U17 | 2012   | 11 | 10  |
| Sverige U17 | 2013   | 5  | 1   |
| Sverige U17 | Totalt | 16 | 11  |
| Sverige U19 | 2013   | 4  | 10  |
| Sverige U19 | 2014   | 14 | 16  |
| Sverige U19 | 2015   | 11 | 8   |
| Sverige U19 | Totalt | 29 | 34  |
| Sverige U20 | 2016   | 4  | 5   |
| Sverige U20 | Totalt | 4  | 5   |

### Landslagsmål
| Landskampsmål för Sverige | Landskampsmål för Sverige | Landskampsmål för Sverige               | Landskampsmål för Sverige | Landskampsmål för Sverige | Landskampsmål för Sverige | Landskampsmål för Sverige | Landskampsmål för Sverige        | Landskampsmål för Sverige |
| Nr                        | Datum                     | Spelplats                               | Hemmalag                  | Resultat                  | Bortalag                  | Mål                       | Evenemang                        |                           |
| ------------------------- | ------------------------- | --------------------------------------- | ------------------------- | ------------------------- | ------------------------- | ------------------------- | -------------------------------- | ------------------------- |
| 1                         | 8 april 2016              | NTC Poprad, Poprad                      | Slovakien                 | 0–3                       | Sverige                   | 0–3                       | Kval till EM 2017                |                           |
| 2                         | 12 augusti 2016           | Estádio Nacional de Brasília, Brasília  | USA                       | 4–5                       | Sverige                   | 0–1                       | OS 2016                          |                           |
| 3                         | 19 augusti 2016           | Maracanã, Rio de Janeiro                | Sverige                   | 1–2                       | Tyskland                  | 1–2                       | OS 2016                          |                           |
| 4                         | 21 juli 2017              | De Adelaarshorst, Deventer              | Sverige                   | 2–0                       | Ryssland                  | 2–0                       | EM 2017                          |                           |
| 5                         | 25 juli 2017              | De Vijverberg, Doetinchem               | Sverige                   | 2–3                       | Italien                   | 2–2                       | EM 2017                          |                           |
| 6                         | 28 februari 2018          | Estádio Municipal Bela Vista, Parchal   | Kanada                    | 1–3                       | Sverige                   | 1–3                       | Algarve Cup 2018                 |                           |
| 7                         | 2 mars 2018               | Estádio Municipal Bela Vista, Parchal   | Sverige                   | 1–1                       | Sydkorea                  | 1–0                       | Algarve Cup 2018                 |                           |
| 8                         | 5 april 2018              | Haladás Sportkomplexum, Szombathely     | Ungern                    | 1–4                       | Sverige                   | 1–3                       | Kval till VM 2019                |                           |
| 9                         | 7 juni 2018               | Gamla Ullevi, Göteborg                  | Sverige                   | 4–0                       | Kroatien                  | 1–0                       | Kval till VM 2019                |                           |
| 10                        | 7 juni 2018               | Gamla Ullevi, Göteborg                  | Sverige                   | 4–0                       | Kroatien                  | 3–0                       | Kval till VM 2019                |                           |
| 11                        | 24 juni 2019              | Parc des Princes, Paris                 | Sverige                   | 1–0                       | Kanada                    | 1–0                       | VM 2019                          |                           |
| 12                        | 29 juni 2019              | Roazhon Park, Rennes                    | Tyskland                  | 1–2                       | Sverige                   | 1–2                       | VM 2019                          |                           |
| 13                        | 8 oktober 2019            | Gamla Ullevi, Göteborg                  | Sverige                   | 7–0                       | Slovakien                 | 5–0                       | Kval till EM 2022                |                           |
| 14                        | 8 oktober 2019            | Gamla Ullevi, Göteborg                  | Sverige                   | 7–0                       | Slovakien                 | 6–0                       | Kval till EM 2022                |                           |
| 15                        | 13 april 2021             | Stadion Miejski Widzewa, Łódź           | Polen                     | 2–4                       | Sverige                   | 1–1                       | Träningsmatch                    |                           |
| 16                        | 13 april 2021             | Stadion Miejski Widzewa, Łódź           | Polen                     | 2–4                       | Sverige                   | 1–2                       | Träningsmatch                    |                           |
| 17                        | 10 juni 2021              | Guldfågeln Arena, Kalmar                | Sverige                   | 1–0                       | Norge                     | 1–0                       | Träningsmatch                    |                           |
| 18                        | 21 juli 2021              | Ajinomoto Stadium, Tokyo                | Sverige                   | 3–0                       | USA                       | 1–0                       | OS 2020                          |                           |
| 19                        | 21 juli 2021              | Ajinomoto Stadium, Tokyo                | Sverige                   | 3–0                       | USA                       | 2–0                       | OS 2020                          |                           |
| 20                        | 24 juli 2021              | Saitama Stadium, Saitama                | Sverige                   | 4–2                       | Australien                | 4–2                       | OS 2020                          |                           |
| 21                        | 30 juli 2021              | Saitama Stadium, Saitama                | Sverige                   | 3–1                       | Japan                     | 2–1                       | OS 2020                          |                           |
| 22                        | 6 augusti 2021            | Nissan Stadium, Yokohama                | Sverige                   | 2–3                       | Kanada                    | 1–0                       | OS 2020                          |                           |
| 23                        | 20 februari 2022          | Estádio Algarve, Faro                   | Portugal                  | 0–4                       | Sverige                   | 0–4                       | Algarve Cup 2022                 |                           |
| 24                        | 7 april 2022              | Tengiz Burdzjanadze-stadion, Gori       | Georgien                  | 0–15                      | Sverige                   | 0–3                       | Kval till VM 2023                |                           |
| 25                        | 7 april 2022              | Tengiz Burdzjanadze-stadion, Gori       | Georgien                  | 0–15                      | Sverige                   | 0–5                       | Kval till VM 2023                |                           |
| 26                        | 28 juni 2022              | Friends Arena, Stockholm                | Sverige                   | 3–1                       | Brasilien                 | 3–1                       | Träningsmatch                    |                           |
| 27                        | 17 juli 2022              | Sports Village, Leigh                   | Sverige                   | 5–0                       | Portugal                  | 5–0                       | EM 2022                          |                           |
| 28                        | 6 september 2022          | Tammerfors stadion, Tammerfors          | Finland                   | 0–5                       | Sverige                   | 0–1                       | Kval till VM 2023                |                           |
| 29                        | 29 juli 2023              | Wellington Regional Stadium, Wellington | Sverige                   | 5–0                       | Italien                   | 3–0                       | VM 2023                          |                           |
| 30                        | 5 december 2023           | Estadio La Rosaleda, Málaga             | Spanien                   | 5–3                       | Sverige                   | 1–3                       | Nations League 2023/24           |                           |
| 31                        | 28 februari 2024          | Tele2 Arena, Stockholm                  | Sverige                   | 5–0                       | Bosnien och Hercegovina   | 2–0                       | Nations League nedflyttningskval |                           |
| 32                        | 25 oktober 2024           | Stade Émile Mayrisch, Esch-sur-Alzette  | Luxemburg                 | 0–4                       | Sverige                   | 0–3                       | Kval till EM 2025                |                           |
| 33                        | 29 oktober 2024           | Gamla Ullevi, Göteborg                  | Sverige                   | 8–0                       | Luxemburg                 | 5–0                       | Kval till EM 2025                |                           |
| 34                        | 3 december 2024           | Tele2 Arena, Stockholm                  | Sverige                   | 6–0                       | Serbien                   | 3–0                       | Kval till EM 2025                |                           |
| 35                        | 3 december 2024           | Tele2 Arena, Stockholm                  | Sverige                   | 6–0                       | Serbien                   | 4–0                       | Kval till EM 2025                |                           |
| 36                        | 3 juni 2024               | Strawberry Arena, Stockholm             | Sverige                   | 6–1                       | Danmark                   | 1–0                       | Nations League 2024/25           |                           |
| 37                        | 3 juni 2024               | Strawberry Arena, Stockholm             | Sverige                   | 6–1                       | Danmark                   | 4–1                       | Nations League 2024/25           |                           |
| 38                        | 3 juni 2024               | Strawberry Arena, Stockholm             | Sverige                   | 6–1                       | Danmark                   | 5–1                       | Nations League 2024/25           |                           |